# Rostocker Heide (Straße)

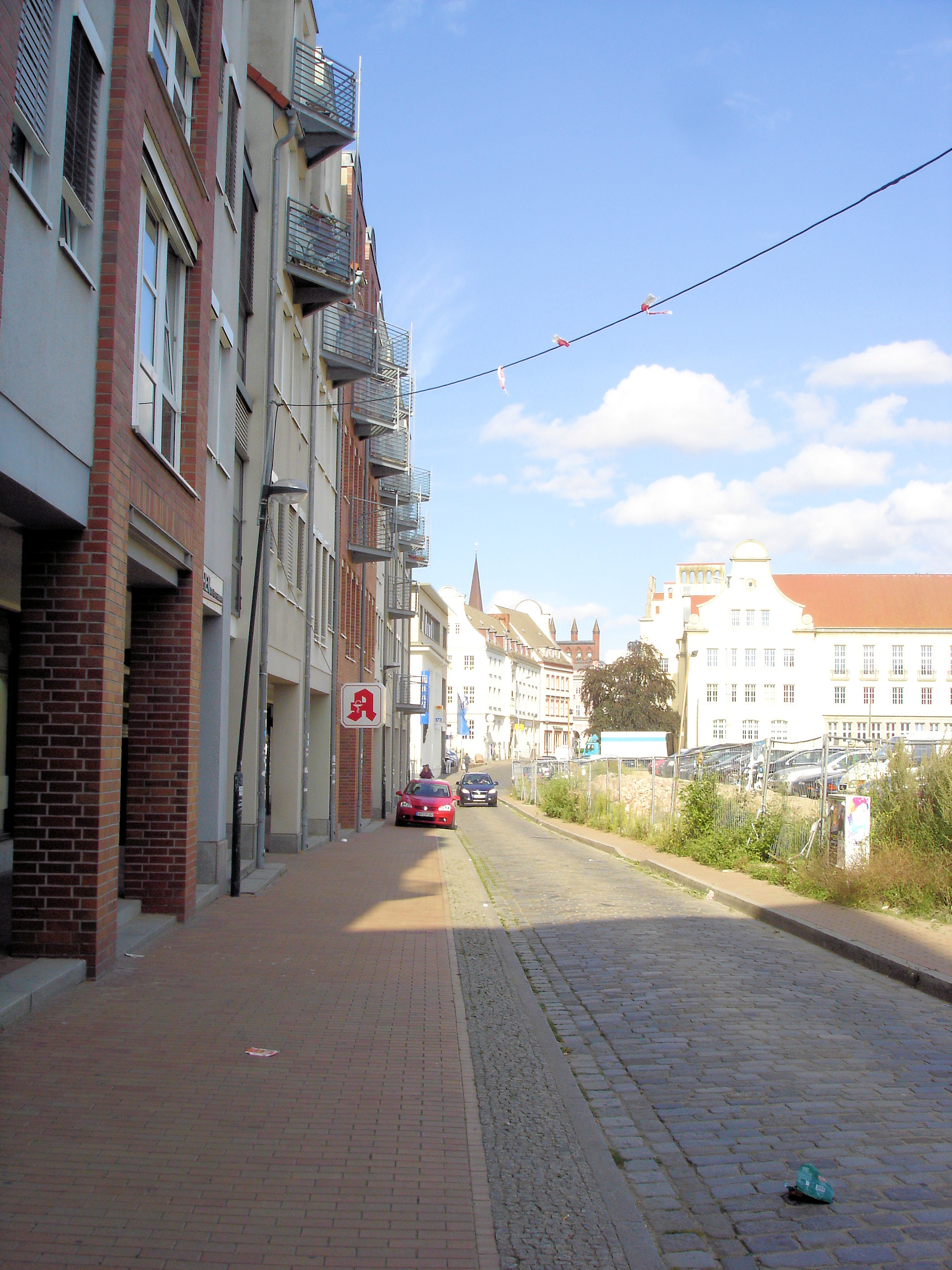
Rostocker Heide

Der enge Straßenzug der Rostocker Heide ist eine Querstraße im historischen Stadtkern der Hansestadt Rostock. Sie verbindet die Rungestraße im Westen mit der Buchbinderstraße im Osten. Nach Westen knickt sie leicht in Richtung Süden ab. Die Rostocker Heide ist Teil der einstigen Rostocker Neustadt.

## Geschichte
Die Rostocker Heide wurde 1588 zum ersten Mal erwähnt. Die Deutung ihres Namens ist unklar, entweder verdankt sie ihre Benennung einem gleichnamigen Wirtshaus, oder man bezeichnete sie scherzhaft nach dem Stadtwald Rostocker Heide, da in der südlichen Stadtperipherie im hansischen Rostock Landwirtschaft in kleinen Gehöften betrieben wurde. Ihrem Charakter als Nebenstraße entsprechend wurde sie nur mit Buden bebaut, die um 1600 als Studentenwohnheime dienten.
Beim Vier-Nächte-Bombardement der britischen Luftwaffe Ende April 1942 wurde die Straße vollständig zerstört. In den 50er Jahren errichtete die Rostocker Universität an der Buchbinderstraße und auf der Südseite der Rostocker Heide das Katalyse-Institut des Fachbereichs Chemie, das Anfang 2008 abgerissen wurde. Am Südwestende befindet sich ein Parkplatz. Auf der Nordseite wurde nach der Wende moderne Geschäfts- und Wohnhäuser mit Erkern errichtet. Diese Häuser gehören zur Ladenzeile Hopfenmarkt (nicht zu verwechseln mit dem historischen Hopfenmarkt, dem heutigen Universitätsplatz). An der östlichen Ecke Rostocker Heide/Buchbinderstraße befindet sich ein Eingang zu dieser Einkaufspassage.
Die mit Kopfsteinen gepflasterte Rostocker Heide ist für den Kraftverkehr in Richtung Westen zugelassen.

Koordinaten: 54° 5′ 15,7″ N, 12° 8′ 14,6″ O